# Harry L. Haines

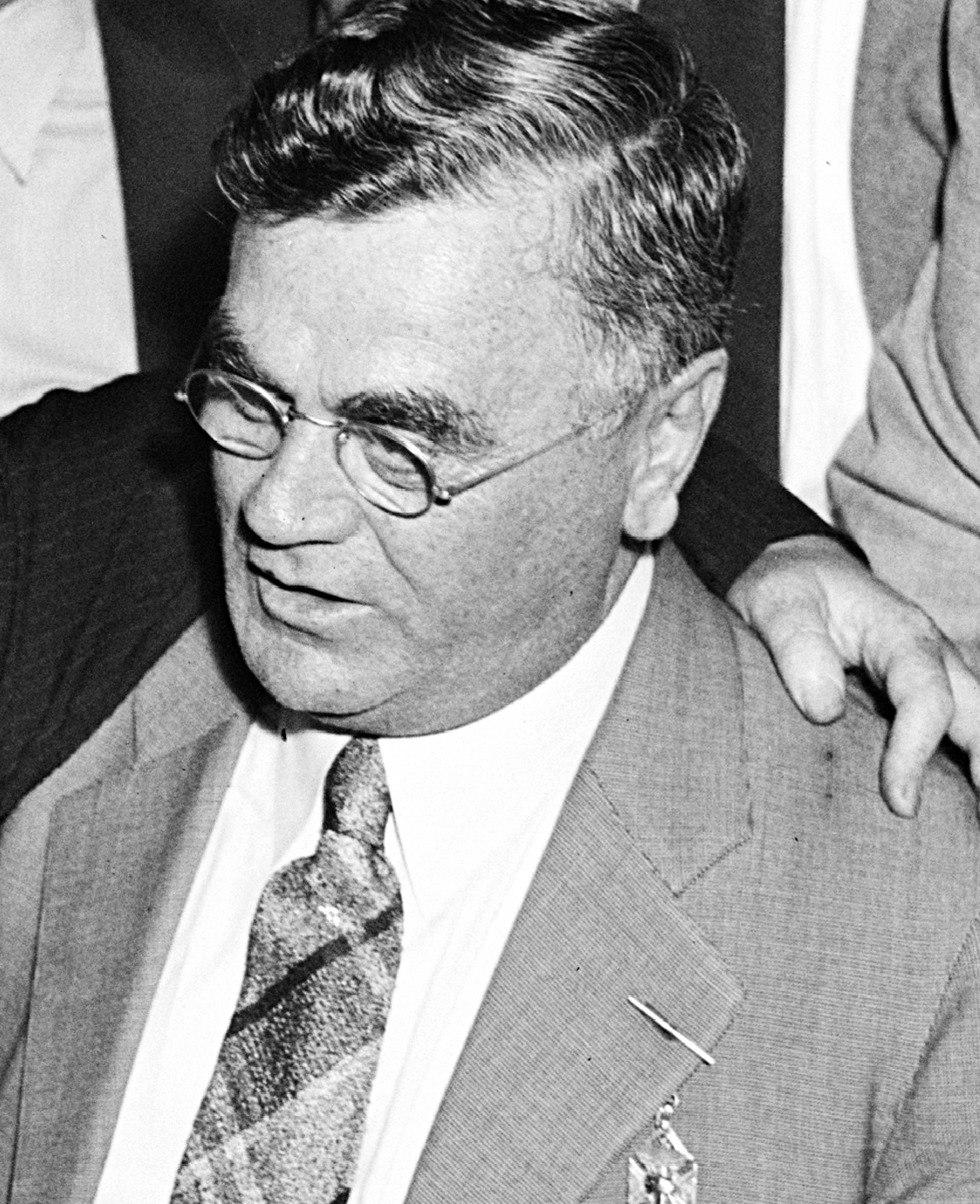
Harry L. Haines (1935)

Harry Luther Haines (* 1. Februar 1880 in Red Lion, York County, Pennsylvania; † 29. März 1947 ebenda) war ein US-amerikanischer Politiker. Zwischen 1931 und 1939 und nochmals von 1941 bis 1943 vertrat er den Bundesstaat Pennsylvania im US-Repräsentantenhaus.

## Werdegang
Harry Haines besuchte die öffentlichen Schulen seiner Heimat, die State Normal School in Lock Haven und das Patrick’s Business College in York. Zwischen 1906 und 1934 war er mit der Herstellung und der Vermarktung von Zigarren beschäftigt. Gleichzeitig schlug er als Mitglied der Demokratischen Partei eine politische Laufbahn ein. Im Jahr 1918 nahm er als Delegierter am regionalen Parteitag der Demokraten für Pennsylvania teil. Zwischen 1921 und 1930 war er Ortsvorsteher seiner Heimatgemeinde Red Lion.
Bei den Kongresswahlen des Jahres 1930 wurde Haines im 22. Wahlbezirk von Pennsylvania in das US-Repräsentantenhaus in Washington, D.C. gewählt, wo er am 4. März 1931 die Nachfolge des Republikaners Franklin Menges antrat. Nach drei Wiederwahlen konnte er bis zum 3. Januar 1939 zunächst vier Legislaturperioden im Kongress absolvieren. Seit 1933 wurden dort die meisten New-Deal-Gesetze der Roosevelt-Regierung verabschiedet. 1935 wurden erstmals die Bestimmungen des 20. Verfassungszusatzes angewendet, wonach die Legislaturperiode des Kongresses jeweils am 3. Januar endet bzw. beginnt. Bereits im Jahr 1933 wurde mit dem 21. Verfassungszusatz der 18. Zusatzartikel aus dem Jahr 1919 wieder aufgehoben. Dabei ging es um das Verbot des Alkoholhandels.
1938 wurde Harry Haines nicht wiedergewählt. Zwischen 1939 und 1940 arbeitete er für die Finanzverwaltung des Staates Pennsylvania. Bei den Wahlen des Jahres 1940 wurde er erneut im 22. Distrikt in den Kongress gewählt, wo er am 3. Januar 1941 Chester H. Gross wieder ablöste, der zwei Jahre zuvor sein Nachfolger geworden war. Da er im Jahr 1942 erneut nicht bestätigt wurde, konnte er bis zum 3. Januar 1943 nur eine weitere Amtszeit im US-Repräsentantenhaus verbringen. Diese Zeit war von den Ereignissen des Zweiten Weltkrieges geprägt, an dem die USA seit dem 7. Dezember 1941, dem Tag des japanischen Angriffs auf Pearl Harbor, aktiv teilnahmen.
In den Jahren 1943 und 1944 war Harry Haines Herausgeber der Werkszeitung der Firma York Safe & Lock Co. Danach zog er sich in den Ruhestand zurück. Er starb am 29. März 1947 in seinem Geburtsort Red Lion, wo er auch beigesetzt wurde.